# Ámír Mkademí
Ámír Mkademí (arabul: أمير مقدمي; Tunisz, 1978. augusztus 20. –) tunéziai válogatott labdarúgó.

## Pályafutása

### Klubcsapatban
1998 és 2003 között az Étoile du Sahel csapatában játszott, melynek tagjaként 1999-ben megnyerte a CAF-kupát. 2003 és 2004 között az Espérance de Tunis játékosa volt, melynek színeiben 2004-ben bajnoki címet szerzett. 2005-ben a török Akçaabat Sebatspor és az azeri Karvan csapatában szerepelt. 2006-ban az Espérance de Tunis csapatát erősíttet. 2006 és 2007 között a Bizertin labdarúgója volt. 2008-ban az egyiptomi Itesalat csapatában fejezte be az aktív játékot. 

### A válogatottban
2000 és 2002 között 10 alkalommal szerepelt a tunéziai válogatottban. Részt vett a 2002-es afrikai nemzetek kupáján, valamint a 2002-es világbajnokságon.

## Sikerei, díjai
Étoile du Sahel
- CAF-kupa győztes (1): 1999

Espérance de Tunis
- Tunéziai bajnok (1): 2003–04

## Külső hivatkozások
- Ámír Mkademí adatlapja a National-Football-Teams.com oldalon (angolul)

- Ámír Mkademí adatlapja a worldfootball.net oldalon (angolul)